# Буянт (аймак Ховд)
Буянт (монг. Буянт) — сомон аймаку Ховд, Монголія. Площа 3,7 тис. км², населення 4,2 тис. Центр сомону Зам'яа лежить за 1430 км від Улан-Батора, за 8 км від міста Кобдо.

## Рельєф
На заході сомону відроги МонгольськогоАлтаю (до 3750 м), у центрі озеро Хар-ус.

## Клімат
Клімат різко континентальний. Щорічні опади 300 мм, середня температура січня −20°С, середня температура липня +20°С.

## Природа
Зростає костриця, ожина, гобійська карагана. Водяться архари, зайці.

## Сільське господарство
Поливне землеробство, баштанництво, плодоводство, виробництво кормів.

## Корисні копалини
Запаси залізної руди, сировини для будівельних матеріалів.

## Соціальна сфера
Є школа, лікарня, торговельно-культурні центри, авторемонтні майстерні, колодязь Гун худаг з особливою лікувальною водою.